# Doc Hollywood
A Doc Hollywood (eredeti cím: Doc Hollywood) 1991-ben bemutatott amerikai romantikus vígjáték Michael J. Fox és Julie Warner főszereplésével.

## Történet
Dr. Benjamin Stone, egy fiatal plasztikai sebész állást kap Los Angelesben egy elit klinikán. Autóval utazik, és útja során dugóba kerül, letér a főútról, majd eltéved, és egy isten háta mögötti helyen (Grady, Dél-Karolina), amikor tehenek kerülnek elé az országúton, letarolja a kocsijával egy ház éppen készítés alatt lévő kerítését. Büntetésből 64 óra közmunkára ítélik, amit a helyi kórházban kell letöltenie. Ben alig várja, hogy a kiszabott idő elteljen és elinduljon az új állásához, a helyiek azonban megkedvelik és nem akarják, hogy elmenjen. Közben Ben is megkedveli a sajátos hangulatú helyet, továbbá Lou-t, a mentőslányt, aki fülig szerelmes lett bele, de próbálja titkolni.
Ben is megszerette a lányt, ennek ellenére elutazik. Azonban nem sokkal indulás után az országúton megállítja egy helyi lakos, akinek a kocsijában éppen szül a felesége, így Ben segédkezik a farfekvéses baba megszületésénél, akit az ő tiszteletére a szülők Benjaminának neveznek el. Közben Ben kocsiját egy álmos kamionos totálkárosra töri. Ben ennek ellenére elutazik Los Angelesbe. Az elit klinikára csak azért veszi fel az igazgató, mert a Grady-ben dolgozó idős orvos ezt kérte tőle. 
Ben pár nap múlva a lakása erkélyén ülve felhívja a meteorológiai szolgálatot, és meghallgatja a Grady-re vonatkozó időjárás-jelentést.
Majd hirtelen visszautazik Grady-be és megkeresi Lou-t.

## Szereplők
| Karakter                           | Színész                  | Szinkronhang         |
| ---------------------------------- | ------------------------ | -------------------- |
| Dr. Benjamin Stone                 | Michael J. Fox           | Bor Zoltán           |
| Vialula ("Lou")                    | Julie Warner             | Kökényessy Ági       |
| Dr. Aurelius Hogue                 | Barnard Hughes           | Simon György         |
| Hank Gordon                        | Woody Harrelson          | Szabó Sipos Barnabás |
| Nick Nicholson polgármester        | David Ogden Stiers       | Kisfalussy Bálint    |
| Lillian, fogadóbizottság           | Frances Sternhagen       |                      |
| Dr. Halberstrom                    | George Hamilton          | Szersén Gyula        |
| Nancy Lee Nicholson                | Bridget Fonda            | Bede Fazekas Anna    |
| Melvin, az autószerelő             | Mel Winkler              | Hankó Attila         |
| Maddie, fogadóbizottság            | Helen Martin             |                      |
| Evans bíró                         | Roberts Blossom          | Kenderesi Tibor      |
| Cotton seriffhelyettes             | Tom Lacy                 | Kardos Gábor         |
| Aubrey Draper                      | Macon McCalman           |                      |
| Simon Tidwell, első páciens        | Raye Birk                | Varga T. József      |
| Packer nővér                       | Eyde Byrde               | Czigány Judit        |
| Lane, Melvin segítője              | William Cowart           |                      |
| Violet, fogadóbizottság            | Amzie Strickland         | Gyimesi Pálma        |
| Kyle Owens                         | Time Winters             |                      |
| Mary Owens                         | K.T. Vogt                |                      |
| John Crawford                      | Jordan Lund              |                      |
| Mortimer, a fodrász                | Robert Munns             |                      |
| McClory, a horgász                 | Douglas Brush            | Szoó György          |
| Dr. Tommy Shulman                  | Barry Sobel              | Zalán János          |
| Emma, Lou lánya                    | Amanda Junette Donatelli |                      |
| Zeb apja                           | Billy Gillespie          |                      |
| Zeb anyja                          | Kathy Poling             |                      |
| Zeb                                | Eric Bechtel             |                      |
| Recepciósnő a Halberstrom Klinikán | Cristi Conaway           | Kocsis Mariann       |

## Érdekességek
Michael J. Fox ennek a filmnek a forgatásakor észlelte először komolyabban a Parkinson-kór tüneteit, mikor spontán remegtek az ujjai.[forrás?]